# Jerzy Kozdroń
Jerzy Kozdroń (ur. 23 października 1950 w Mrągowie) – polski prawnik, polityk i samorządowiec. Poseł na Sejm V, VI i VII kadencji, w latach 2013–2015 sekretarz stanu w Ministerstwie Sprawiedliwości, w latach 2015–2019 zastępca przewodniczącego Trybunału Stanu.

## Życiorys
Po ukończeniu szkoły średniej wstąpił na krótko do seminarium duchownego. Studia ukończył na Wydziale Prawa i Administracji Uniwersytetu Mikołaja Kopernika. Od 1974 do 1976 był aplikantem sądowym w Sądzie Wojewódzkim w Gdańsku, a od 1976 do 1978 asesorem w Sądzie Wojewódzkim w Elblągu. Od lipca 1978 do grudnia 1981 był sędzią Sądu Rejonowego w Kwidzynie. W latach 1982–1989 pracował jako radca prawny w spółdzielniach gminnych. Po uzyskaniu uprawnień radcy prawnego, w 1989 otworzył kancelarię prawną w Kwidzynie prowadzoną jako spółkę cywilną, a w 1998 samodzielną kancelarię radcy prawnego.
W latach 70. był członkiem Związku Młodzieży Wiejskiej, Socjalistycznego Związku Studentów Polskich (zasiadał w radzie wydziałowej), Zjednoczonego Stronnictwa Ludowego i Towarzystwa Przyjaźni Polsko-Radzieckiej. Od 1979 do 1981 był członkiem Polskiej Zjednoczonej Partii Robotniczej (w 1980 był szefem POP w sądzie). W kwietniu 1981 został członkiem krajowego sądu koleżeńskiego Związku Socjalistycznej Młodzieży Polskiej. W latach 80. należał do „Solidarności”. Od 1990 związany z samorządem, pełnił m.in. funkcję przewodniczącego rady miejskiej w Kwidzynie. W 1991 wstąpił do Kongresu Liberalno-Demokratycznego, a w 1994 do Unii Wolności, z której odszedł w 2001. W tym samym roku związał się z Platformą Obywatelską.
W wyborach samorządowych w 1998 bezskutecznie ubiegał się o mandat radnego sejmiku pomorskiego z ramienia UW. W latach 2002–2005 był radnym województwa z listy koalicji POPiS. W 2005 został wybrany do Sejmu V kadencji w okręgu gdańskim. W wyborach w 2007 po raz drugi uzyskał mandat poselski, otrzymując 10 671 głosów. W wyborach w 2011 z powodzeniem ubiegał się o reelekcję, dostał 9913 głosów. W 2012 znalazł się w wytypowanym przez sprawozdawców sejmowych gronie dziesięciu najbardziej pozytywnie wyróżniających się posłów opublikowanym przez tygodnik „Polityka”.
W lipcu 2013 powołany na stanowisko sekretarza stanu w Ministerstwie Sprawiedliwości, które zajmował do listopada 2015. W tymże roku nie kandydował w kolejnych wyborach parlamentarnych. Został natomiast wybrany na zastępcę przewodniczącego Trybunału Stanu, funkcję tę pełnił do końca kadencji w 2019. W 2018 powrócił w skład sejmiku pomorskiego na okres VI kadencji. W 2024 uzyskał mandat radnego powiatu kwidzyńskiego.
W 2014 został wyróżniony Medalem „Zasłużony dla Wymiaru Sprawiedliwości – Bene Merentibus Iustitiae”.